# 木内廃寺跡
木内廃寺跡（きのうちはいじあと）は、千葉県香取市木内にある古代寺院跡。史跡指定はされていない。

## 概要

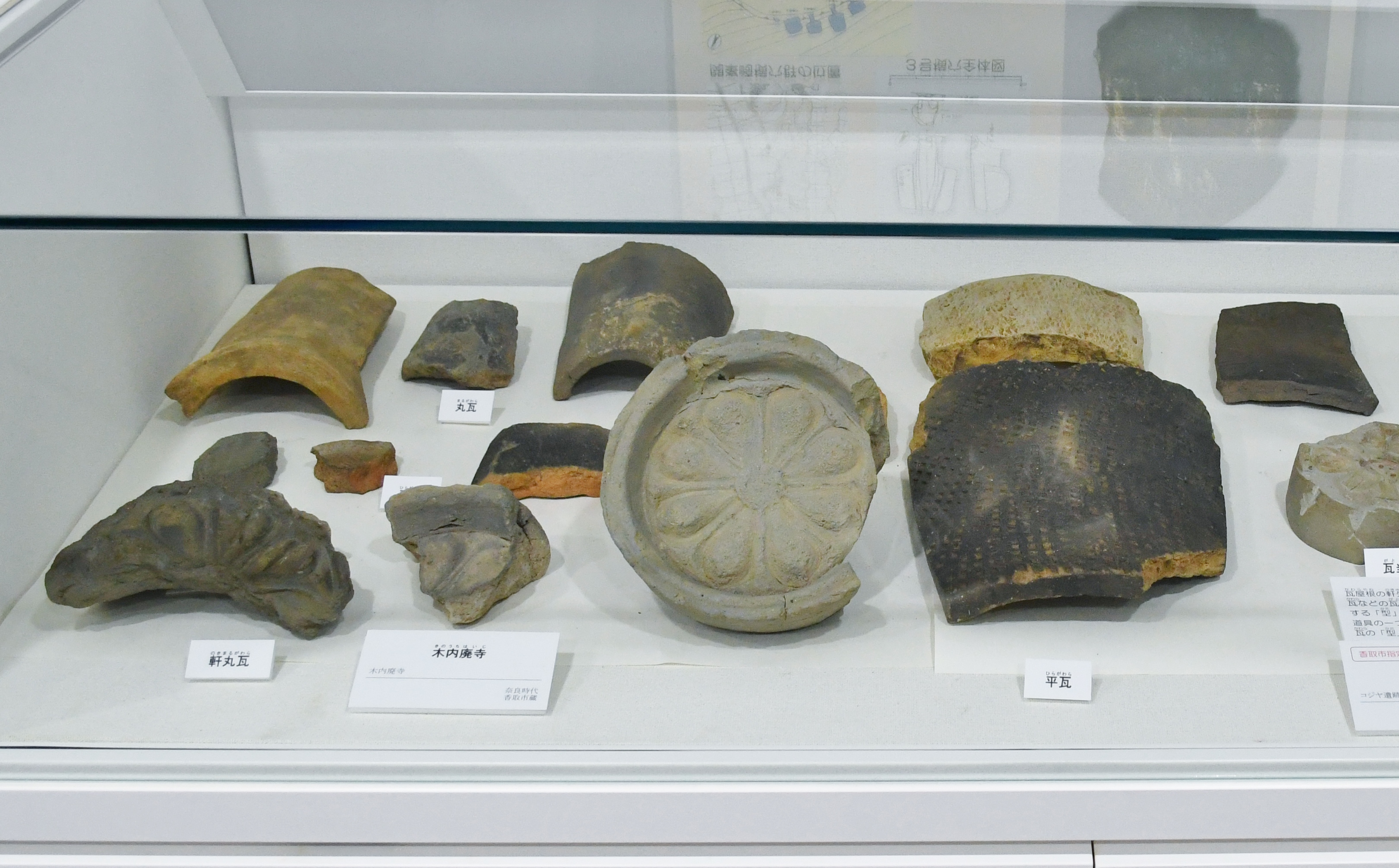
出土品香取市文化財保存館展示。

千葉県北東部、利根川（旧鬼怒川）下流域南岸の黒部川西岸台地上（標高42メートル）に位置する。現在までに大部分が削平されているほか、土砂採取で基壇が露呈したことで1981年（昭和56年）に発掘調査が実施されている。
伽藍配置は詳らかでないが、基壇1基のほか竪穴建物・溝が検出されている。基壇は、北西隅一部以外は失われており、掘込地業で版築により構築されて雨落溝を伴うことが明らかとなっているが、基壇化粧・礎石は検出されていない。また南側の道路拡張時に瓦が多数出土したといい、南側で別の基壇建物の存在が推測される。また竪穴建物のうち2棟からは墨書土器が出土している。寺域からは多数の瓦が出土しており、西方の清水入瓦窯跡の生産品とされる。軒丸瓦は3型式5種類（龍角寺式素弁八葉蓮華文3種・素文縁素弁六葉蓮華文・素文縁単弁十六葉蓮華文）、軒平瓦は3型式（三重孤文・均整唐草文・唐草文）の瓦当文様である。
創建期は白鳳期の7世紀末頃と推定され、平安時代の9世紀中葉までの存続が推測される。一帯では最古期の寺院であり、後期古墳群の城山古墳群を考え合わせて、創建に際しては海上郡の郡領氏族との密接な関係が想定される。

## 遺跡歴
- 1956年（昭和31年）、平野元三郎・滝口宏が「木の宮廃寺」として紹介[1]。
- 1980年（昭和55年）、土砂採取で基壇が露呈。
- 1981年（昭和56年）、発掘調査（木内廃寺跡発掘調査団、1981年に概報刊行）。

## 関連施設
- 香取市文化財保存館（香取市羽根川、小見川市民センターいぶき館内） - 木内廃寺跡の出土品等を保管・展示。

## 関連文献
（記事執筆に使用していない関連文献）
- 木内廃寺跡発掘調査団 編『木内廃寺跡発掘調査概報 -千葉県香取郡小見川町-』千葉県教育委員会、1981年。